# Лелюки (Утковский поселковый совет)
Лелюки (укр. Лелюки) — село, 
Утковский поселковый совет,
Харьковский район,
Харьковская область.
Код КОАТУУ — 6325158803. Население по переписи 2001 года составляет 18 (9/9 м/ж) человек.

## Географическое положение
Село Лелюки находится на левом берегу безымянной речушки, которая через 3 км впадает к реку Мжа (правый приток).
На противоположном берегу расположено село Кислое (Змиёвский район).
Рядом проходят автомобильные дороги Т-2102, Т-2107 и М-18 (E 105).

## История
- 1650 — дата основания.
- В 1940 году хутор назывался Лялюков; на нём были 16 дворов.[1]

## Экономика
- Птице-товарная ферма.

## Достопримечательности
- Братская могила советских воинов. Похоронено 126 воинов.